# Tenali
Tenali – miasto w Indiach, w stanie Andhra Pradesh, nad rzeką Kriszna. W 2001 r. miasto to zamieszkiwało 149 839 osób.
W mieście rozwinął się przemysł bawełniany, olejarski oraz tytoniowy.